# Sossianus Hierocles
Sossianos Hierocles (en griego antiguo Ἱεροκλῆς) fue un procónsul romano que vivió bajo el emperador Diocleciano, hacia finales del siglo III y principios del siglo IV. Fue gobernador de la provincia romana de Siria con el título de Praeses durante la década de 290. Del 293 al 303 fue vicario de la diócesis de Oriente, pero también gobernador de Arabia Augusta Libanensis. En 303 fue nombrado procónsul de Bitinia. Es por sus actividades anticristianas en esta provincia por lo que se le conoce principalmente. Algunos Padres de la Iglesia lo describen como uno de los más celosos perseguidores. Fue en Bitinia donde escribió su Discurso amigo de la verdad contra los cristianos, que sólo es conocido a través de las críticas que le hicieron Eusebio de Cesarea o Lactancio. Al parecer, influyó en Diocleciano para que tomara la decisión de perseguir a los cristianos. Quizás fue prefecto de Egipto hacia 306-307. Aplicó celosamente el edicto de persecución.

## El discurso amigo de la verdad contra los cristianos
Hierocles es autor de un Discurso amigo de la verdad contra los cristianos (Λόγοι φιλαλήθεις πρὸς τοὺς Χριστιανούς, plural en griego) en dos libros; este texto no nos ha llegado, pero conocemos su contenido indirectamente a través de varias citas de autores cristianos, entre ellos Lactancio y especialmente Eusebio de Cesarea, que escribió en respuesta un Contra Hierocles para refutarlo.
En este discurso, Hierocles se esfuerza por resaltar las contradicciones de las Escrituras y la ignorancia de los apóstoles, del mismo modo que lo habían hecho sus predecesores anticristianos en sus panfletos. Indica que Cristo «habiendo sido expulsado por los judíos, reunió novecientos hombres y se puso a la cabeza de ellos para cometer robos». En tres pasajes, el nombre que da a los discípulos de Jesús se acerca más al nombre perisim (ladrón, pero con connotación de bandolero) dado en fuentes judías que al nombre lestai (ladrón) dado por Celso. Por tanto, es probable que la fuente de Hierocles sea judía. En particular, establece un paralelo entre Jesucristo y Apolonio de Tiana, ambos autores de milagros, para restar importancia a los milagros atribuidos a Jesús. En su Contra Hierocles, Eusebio sólo responde a este paralelo y, aunque reconoce la sabiduría de Apolonio, se propone refutar completamente sus afirmaciones de divinidad.